# Транзит-2Ей
«Транзит-2 Ей» (англ. Transit 2A) — американський навігаційний супутник, запущений за програмою «Транзит». Першою метою програми була розробка обладнання й для надійного виявлення позицій підводних човнів і військових літаків незалежно від погоди і їхнього розташування. Другою метою програми було забезпечення надійнішої, ніж до того, морської й повітряної навігації за будь-якої погоди.

## Опис
Апарат у формі кулі діаметром 91 см масою 101 кг стабілізувався обертанням в польоті. Супутник мав: радіометр для вимірювання первинного космічного випромінювання, передавачі, інфрачервоний сканер для вимірювання швидкості обертання апарата до початку сповільнення, температурні датчики. Живлення забезпечували нікель-кадмієві батареї, що заряджались від сонячних елементів. Передавачі працювали на частотах 54, 162, 216, 324 МГц.

## Політ
22 червня 1960 року о 05:54 UTC з космодрому на мисі Канаверал ракетою-носієм «Тор-Ейблстар» було запущено супутники «Транзит-2 Ей» і «Солрад-1». «Транзит-2 Ей» передавав дані до 26 жовтня 1962 року.